# Río Orteguaza
Le río Orteguaza est une rivière du sud de la Colombie, affluent du río Caquetá (ou rio Japurá pour les Brésiliens), donc sous-affluent de l'Amazone.

## Géographie
Le río Orteguaza prend sa source sur les flancs de la cordillère Orientale, dans l'ouest du département de Caquetá. Il coule ensuite vers le sud-est avant de rejoindre le río Caquetá à la frontière avec le département de Putumayo, au niveau de la municipalité de Solano.
C'est un cours d'eau très abondant (99 litres par seconde et par km²), presque aussi large que le río Caquetá, dont il double le débit à la confluence. Les deux cours d'eau sont également similaires par la couleur de leurs eaux, claires et troubles comme celles de toutes les rivières qui naissent sur les pentes de la Cordillère des Andes.

## Histoire
Au cours du XXe siècle, une dispersion considérable des Uitoto (ou Huitoto, ou Witoto), peuple indigène d'Amérique latine, eut lieu par petits groupes vers le río Orteguaza, en Colombie, et le Haut-Putumayo, région de Puerto Asís, entre autres.

## Principaux affluents
- Río Bodoquero (es) (80 km, 880 km², 50 m3/s)
- Río Hacha (50 km, 440 km², 40 m3/s)
- Río Peneya (90 km)
- Río Pescado (100 km, 2 060 km²)
- Río San Pedro (70 km, 80 m3/s)